# 古川悦史
古川 悦史（ふるかわ えつし、1966年7月27日 - ）は、日本の俳優、声優、演出。株式会社TAP所属。

## 人物・来歴
1989年、文学座研究所に入所。同劇団員を経て2007年文学座を退団。様々な舞台に出演し、出演作は70作を超える。2008年おかやまはじめ、高橋由美子ら俳優7名と劇団HOBOを旗揚げ。近年はTV、映画にも進出。

## 出演

### 舞台など
- 心破れて（2000年、文学座）
- フィモジス（2000年、渋谷ジァン・ジァン）
- ペンてコスト（2001年、文学座）
- 崩れた石垣のぼる鮭たち（2001年、文学座）
- ベンゲット道路（2002年、文学座）
- 幽霊はここにいる（2002年、鴻上ネットワーク）
- 夜の来訪者（2002年、俳優座劇場プロデュース）
- 3KNOCKS（2003年、HHG）
- ドンジュアン（2003年、文学座）
- 龍の伝説（2003年、文学座）
- 約三十の嘘（2003年、HHG）
- バラード（2003年、文学座）
- 海ゆかば水漬く屍（2004年、HHG）
- その鉄塔に男たちはいるという（2004年、HHG）
- 約三十の嘘（2004年、HHG）
- TERRNOVAテラノバァ（2004年、文学座）
- 花咲くチェリー（2004年、地人会）
- ハムレットクローン（2004年、作演：川村毅）
- アルーバートを探せ（2005年、文学座）
- Knob（2005年、HHG）
- きゅうりの花（2005年、HHG）
- 約三十の嘘（2005年、HHG）
- 夜の来訪者（2005年、俳優座劇場プロデュース）
- 動物園物語（2005年、HHG）
- 死んだ女（2006年、HHG）
- ハルちゃん（2006年、作：ラサール石井、演：田村孝祐）
- オトコとおとこ（2006年、文学座）
- 夜の来訪者（2006年、俳優座劇場プロデュース）
- 12tuelve（2007年、ウォーキングスタッフ）
- 回転する夜（2007年、モダンスイマーズ）
- YOU〜ARE〜HEREあなたはここに（2007年、マシュマロ・ウェーブ）
- 戦争には行きたくない（2007年、らくだ工務店）
- ジャックとその主人（2008年、演出：串田和美）
- ロストデイズ（2008年、デジタルハリウッド）
- だるまさんがころんだ（2008年、らくだ工務店）
- 喧嘩農家（2008年、劇団HOBO）
- めぐみのいろは（2008年、らくだ工務店）
- 日曜日の使者（2009年、らくだ工務店）
- 血縁（2009年、モダンスイマーズ）
- 黄色い湯気（2009年、らくだ工務店）
- 明日の幸福論（2010年、劇団HOBO）
- カラスの歩く速さ（2010年、らくだ工務店）
- 真夏の迷光とサイコ（2010年、モダンスイマーズ）
- 動かない生き物（2010年、らくだ工務店）
- ハロルコ（2011年、劇団HOBO）
- 戦争には行きたくない〜あるネジ工場の景色（2011年、らくだ工務店）
- 動物園物語（2011年）
- 火葬（2012年、らくだ工務店）
- 深海のカンパネルラ（2012年、空想組曲）
- ナイアガラ（2012年、劇団HOBO）

### テレビドラマ
- 土曜ドラマ「SP 警視庁警備部警護課第四係」（2008年、フジテレビ） - 警察学校教官 熊田 役
- 土曜ドラマ「TAROの塔」（2011年、NHK総合） - 日本人画家 和田 役
- 愛・命 〜新宿歌舞伎町駆け込み寺〜（2011年12月17日、テレビ朝日）
- NHKスペシャル「未解決事件」（NHK）
  - File.02 オウム真理教（2012年5月26日・27日） - 麻原彰晃 役
  - File.04 オウム真理教 地下鉄サリン事件」（2015年3月20日） - 麻原彰晃 役
  - File.06 赤報隊事件（2018年1月27日）- 朝日新聞大阪本社記者 役
- 私立バカレア高校（2012年、日本テレビ）
- BS時代劇「薄桜記」（2012年、NHK-BS） - 上杉綱憲 役
- 相棒 Season 11 第18話「BIRTHDAY」（2013年3月13日、テレビ朝日） - 鷲尾武弘 役
- 月曜ゴールデン「ツインズ〜早乙女兄弟の推理日誌〜」（2014年1月27日、TBS） - 土田英二 役
- NHKスペシャル「原発メルトダウン 危機の88時間」（2016年3月13日、NHK）
- 日曜劇場「IQ246〜華麗なる事件簿〜」第9話（2016年12月11日、TBS）
- 土曜時代劇「忠臣蔵の恋〜四十八人目の忠臣〜」（2017年、NHK）
- オトナの土ドラ「犯罪症候群 Season1」（2017年、東海テレビ） - 酒井信宏 役
- 木曜ドラマ「BG～身辺警護人～」（2018年、テレビ朝日） - 篠山広志 役
- 〜if〜警視庁捜査一課 剣木善治（2024年、BSフジ）[4]

### 映画
- 夜の哀しみ（2001年） - 森田 役
- 銀河鉄道の夜 I carry a ticket of eternity （2006年） - 銀河鉄道の車掌 役
- 不撓不屈（2006年）
- クロサワ映画（2011年）
- 連結部分は電車が揺れる 妻の顔にもどれない（2013年）

### 吹き替え
- 天才少年ドギー・ハウザー（NHK教育） - レイモンド 役
- 欲望という名の電車（2000年12月18日、NHK-BS） - 集金人 役
- シナリオライターは君だ！（2000年 - 2001年、NHK教育）
- ロズウェル - 星の恋人たち（2001年 - 2002年、NHK）
- ジュール・ベルヌの冒険

### ナレーション他
- クローズアップ現代「第一容疑者」（NHK）
- NHKスペシャル（NHK）
  - 「封印されたナガサキ」
  - 「リアルアメリカ」
  - 「オウム獄中からの手紙」（※麻原彰晃役で再現シーンにも出演した。）　
  - 「隣人たちの戦争」
  - 「植村直己」
- にんげんドキュメント「ハルウララ春の挑戦」（NHK）
- NHKBSプライム「拉致一年」

### ラジオドラマ
- 青春アドベンチャー「海に降る」（2012年、NHK-FM）
- 特集オーディオドラマ「星を掘れ！」（2013年、NHK-FM）
- ABC創立65周年記念連続ラジオドラマ ナデシコですから（2016年、ABCラジオ）